# Соловей, Михаил Александрович
Михаи́л Алекса́ндрович Солове́й (род. 16 октября 1980, Рыбинск, Ярославская область, СССР) — российский футболист, защитник; тренер.

## Карьера

### Клубная
Воспитанник рыбинского футбола. В 2000 году играл в первенстве КФК за местный клуб «СКА-Звезда». В 2001 году пополнил ряды «Рыбинска», но сыграл только одну игру — в 1/256 финала Кубка России против «Северстали» (0:2). 2002 год начал в ярославском «Нефтянике», следующие 2,5 года провёл в «Доне». В 2005 году подписал контракт с егорьевским «Сатурном». В 2006 году перешёл в «Мордовию», с которой вышел в Первый дивизион. Далее играл в командах «Металлург-Кузбасс», «Волгарь-Газпром-2», «Нижний Новгород», «СКА-Энергия», «Луч-Энергия». Завершил карьеру в 2016 году в костромском «Спартаке».

### Тренерская
С июля 2016 года работал тренером по физподготовке в «СКА-Энергии», с января 2017 года — на аналогичной должности в «Анжи», «Арсенале», «Химках», «Балтике», «Шиннике».

## Достижения
- Бронзовый призёр Первого дивизиона: 2010
- Победитель зоны «Центр» Второго дивизиона: 2006

## Личная жизнь
Женат. Имеет троих детей. Отец — Александр Дмитриевич — бывший футболист, нападающий.